# Clocher comtois

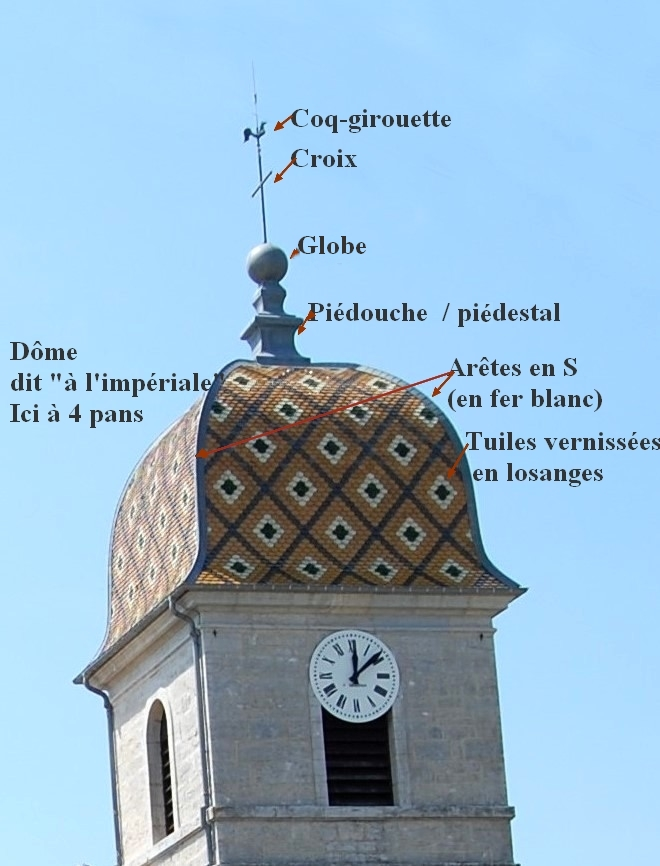
Clocher comtois type avec son dôme à l'impériale. Église de Châtelneuf (39).

Le clocher comtois est un style de clocher se caractérisant par son aspect de clocher-porche surmonté d'un dôme à l'impériale (parfois en impériale). Il a été édifié en nombre lors de la reconstruction des églises de Franche-Comté au XVIIIe siècle : on compte près de 700 clochers de ce type dans la province, ce qui représente plus du tiers des communes de Franche-Comté.

## Description

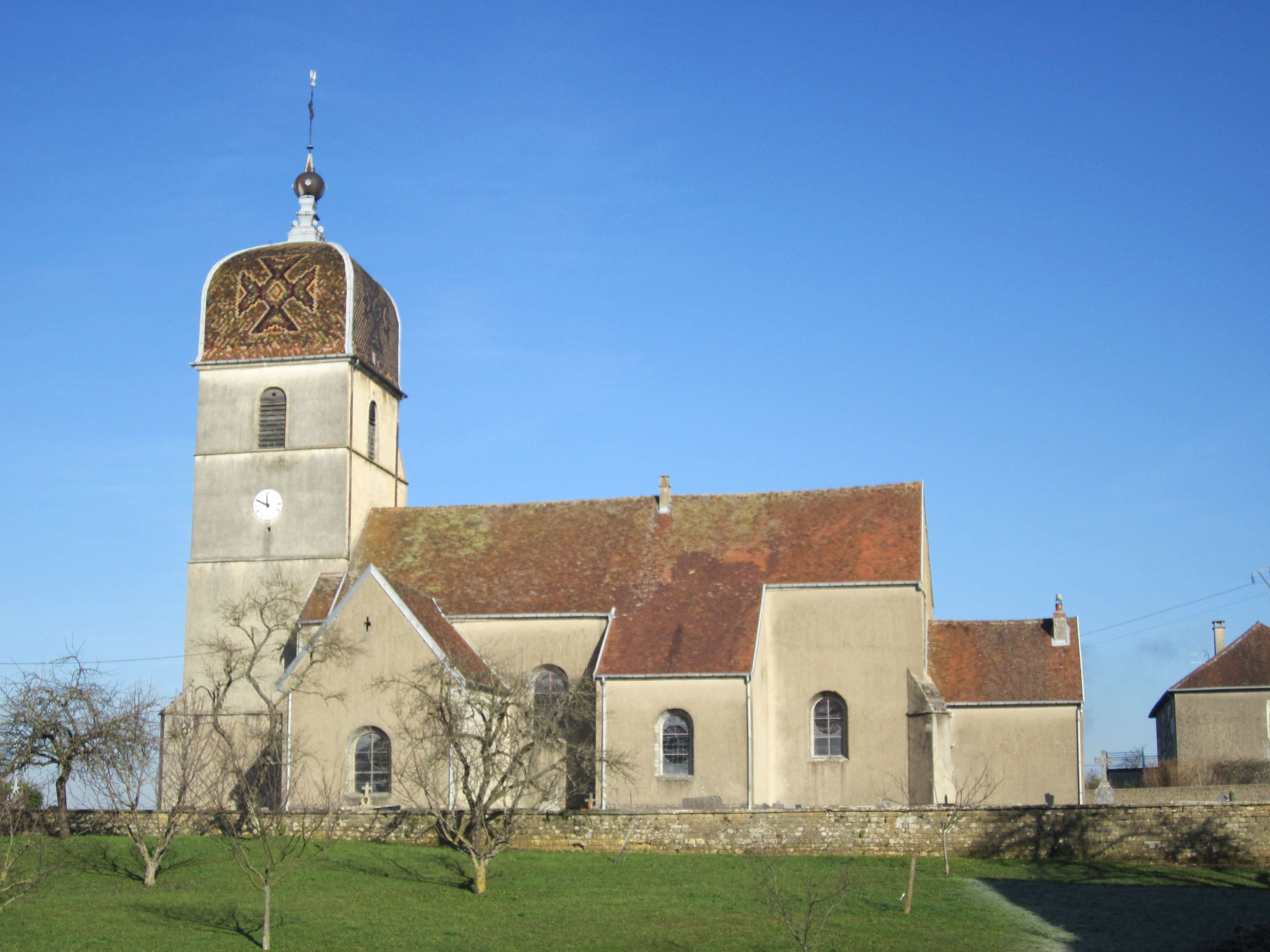
Église de Montholier : nef et clocher comtois à croix de Malte.

Construit sur une base carrée à l'ouest de la nef qu'il domine de plusieurs mètres, le clocher comtois est percé d'un porche à sa base et comporte dans sa partie supérieure une horloge monumentale et des abat-sons au niveau des cloches. Il est surmonté d'un dôme à pans dont les courbes et contre-courbes dessinent des arêtes en forme de S qui se croisent au sommet. Les arêtes à bord relevés forment des arcatures rappelant la forme « archée en croix »  de la couronne fermée des empereurs, d'où sa qualification de « clocher à l'impériale ».  
Plus ou moins étiré, le dôme bombé, souvent à quatre pans, est recouvert en général de fer blanc ou de tuiles vernissées (le dôme de Saint-Jean de Besançon en compte 25 000). Il est dans la plupart des cas surmonté d'un globe en métal qui enferme certains documents sur la construction, puis d'une croix et d'un coq-girouette. Il comporte parfois une lanterne ou un piédouche qui rehausse l'ensemble. La charpente est assez technique avec des pièces courbes sur lesquelles se clouent des voliges qui reçoivent les tuiles plates, les ardoises ou les feuilles de fer blanc ou de zinc. Le choix des tuiles polychromes domine avec une prédominance du rouge/brun  et du jaune ; elles dessinent fréquemment des motifs géométriques (losanges, chevrons, triangles…) ou plus rarement figuratifs (calice, croix : un bon exemple est fourni par le clocher de Montholier et sa croix de Malte). 
La partie supérieure du dôme supporte généralement (de bas en haut) : le piédouche, support ornemental qui peut être court ou allongé, la boule qui représenterait la sphère céleste, la croix qui rappelle la passion du Christ et le coq qui symbole le reniement de Saint-Pierre et fait office de girouette. 
Remarque : La couronne du Saint-Empire ne comporte à l'origine qu'un « demi-cercle d'or qui porte la figure du monde, cintré et sommé d'une croix » (Encyclopédie Diderot). Elle évolue en se fermant par une double arche comme on le voit sur le tableau du  Couronnement de Charles Quint par le pape Clément VII dans la cathédrale de Bologne (1530). 
Par esprit de rivalité avec Charles Quint, François Ier fera réaliser une couronne fermée décrite comme une « couronne impériale française surmontée d'une fleur de lys ». La dénomination « à l'impériale » s'imposera pour décrire ce type de couronne fermée et par analogie en architecture pour les dômes à pans simplifiés et relevés.  

## Historique
L'architecture du dôme comtois est dérivée des coupoles de la Renaissance italienne comme celles de Florence ou de la basilica di Santa Maria Assunta, à Gênes. La diffusion du modèle s'affirme aux XVIe et XVIIe siècles : un exemple est repérable dans la province de Franche-Comté avec le clocher-porche de la collégiale de Dole, achevé en 1596 et réalisé d'après un dessin de l'architecte Hugues Sambin. L'architecture classique va offrir des réalisations de dômes célèbres comme à Paris la chapelle de la Sorbonne, l'église du Val-de-Grâce, la Coupole de Académie française ou l'Hôtel des Invalides. Ces dômes sont circulaires ou à pans multiples  (l'Église Sainte-Agnès-en-Agone à Rome du milieu du XVIIe siècle en est un autre exemple) et le dôme à l'impériale apparaît comme une simplification de ce dernier. Sa naissance autour des années 1730 reste cependant mystérieuse.

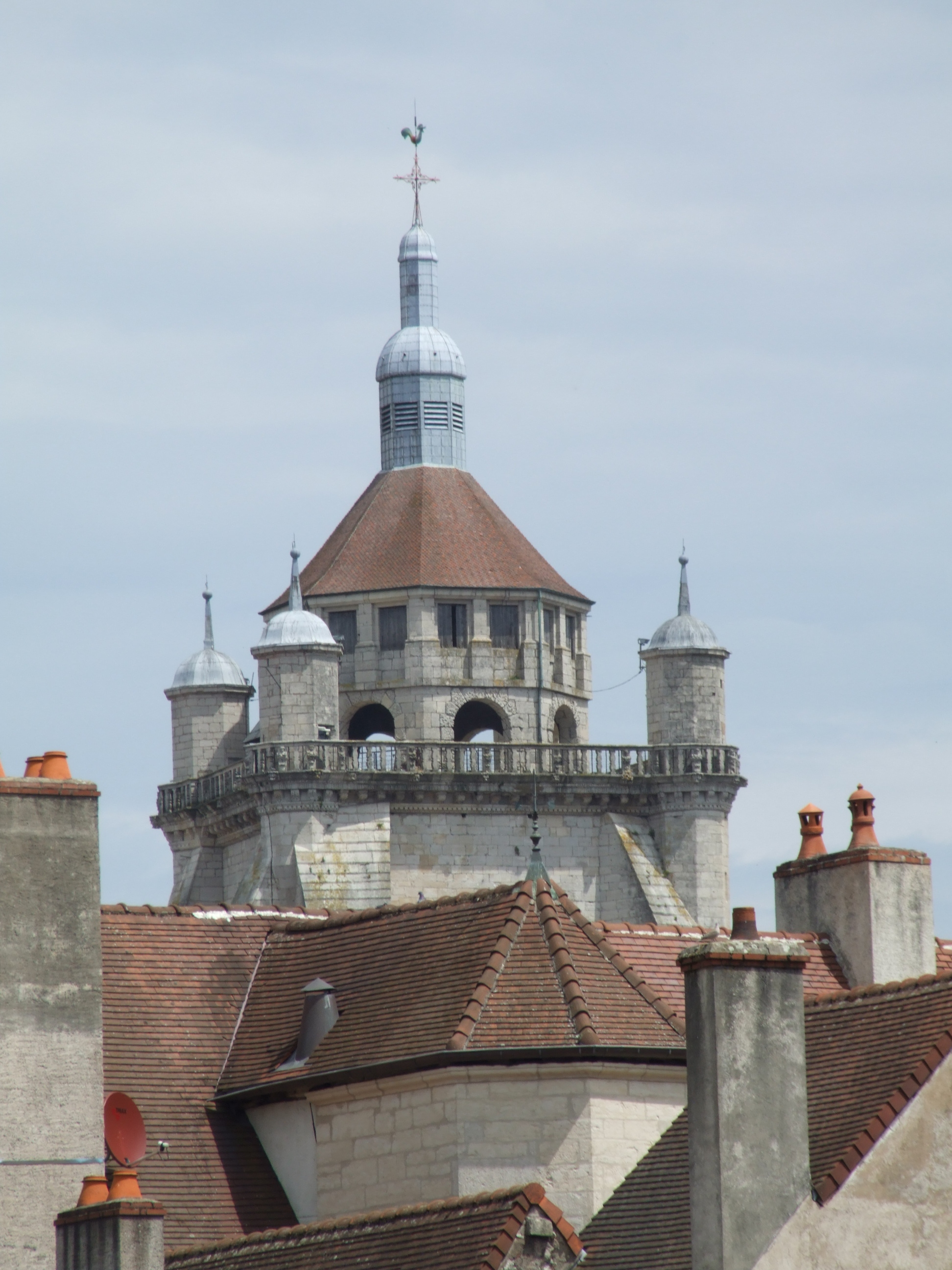
Collégiale de Dole : dôme du clocher (1596).

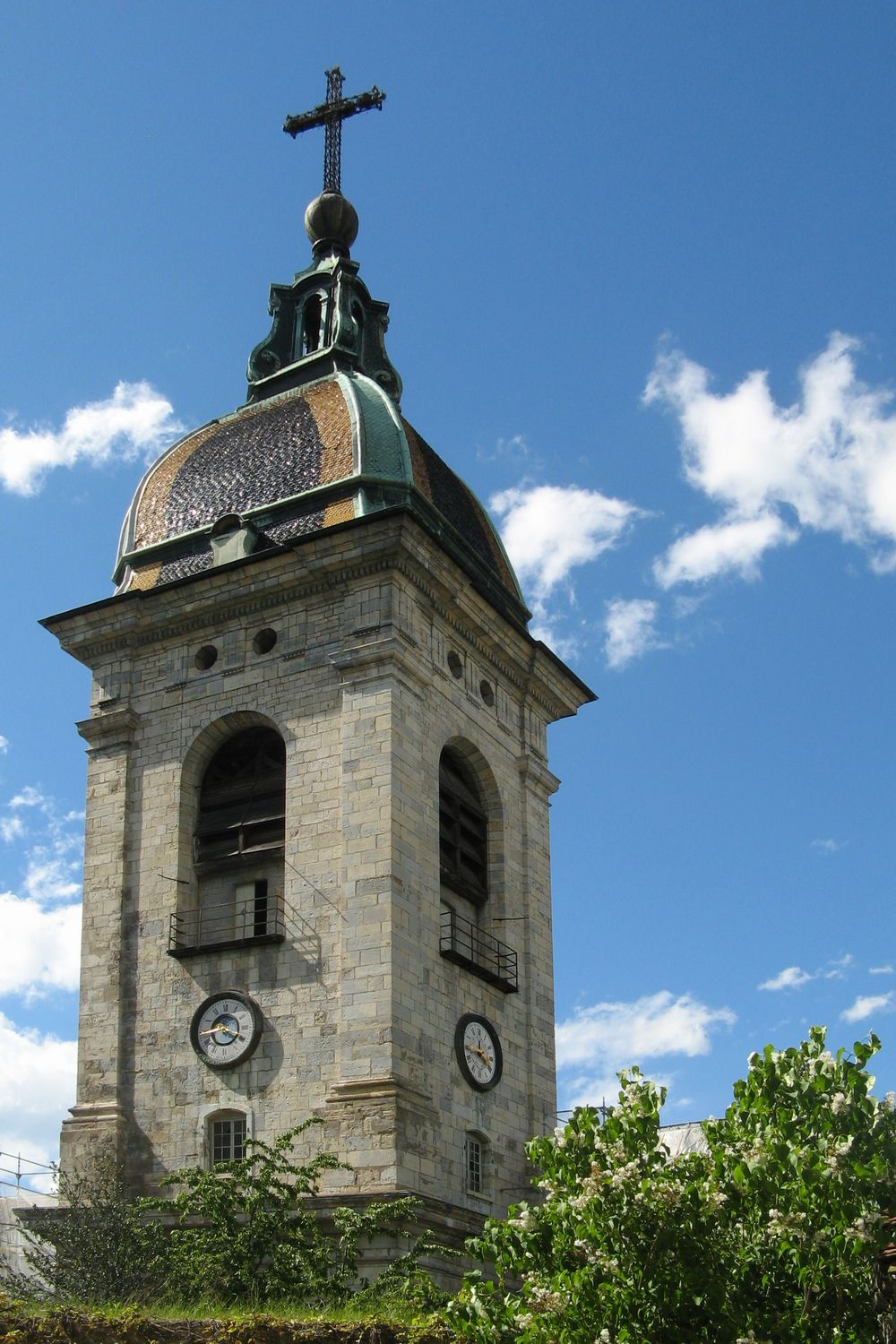
Dôme de la cathédrale Saint-Jean de Besançon, dessiné par Nicolas Nicole en 1734, il constitue la matrice du clocher comtois.

Le point de départ du clocher comtois au dôme caractéristique semble être la reconstruction du clocher de la cathédrale Saint-Jean de Besançon au premier tiers du XVIIIe siècle. En effet en février 1729, le clocher gothique s'écroule (il s'agit du clocher nord, le cocher sud s'est écroulé bien avant à une date inconnue) et le chapitre de la cathédrale décide de la reconstruction du chœur endommagé : l'archevêque de Besançon est alors François Honoré Grimaldi en fonction de 1723 à 1732.  Antoine-Francois de Bliterswijk de Montcley lui succédera  (1732-1735) avant Antoine-Pierre II de Grammont (1735 à 1754). Après hésitation le clocher est déplacé : les plans de l'architecte Jean-Pierre Galezot sont acceptés en mai 1731 et réalisés plus tard entre 1732-1735 et les plans du dôme sont confiés en 1734 à l'architecte Nicolas Nicole.
Ce type de clocher (appelé parfois « clocher bisontin ») deviendra un modèle dans tout l'archevêché de Besançon attaché à relever les églises ruinées lors des guerres du siècle précédent ou en mauvais état. Encouragée par le roi de France (édit de Colbert en 1689), l’Église catholique souhaitait aussi s'affirmer dans la région face aux protestants de Genève ou de Montbéliard (C'est le même esprit qui conduira à la même époque à la création du diocèse de Saint-Claude aux frontières de la Suisse en 1742). Les reconstructions d'églises furent ainsi nombreuses dans la seconde moitié du XVIIIe siècle : on compte par exemple 80 reconstructions entre 1770 et 1780 dans ce qui deviendra la Haute-Saône. 
On a avancé que la diffusion de ces dômes à l'impériale était due à l’archevêque de Besançon Antoine de Choiseul qui avait été aumônier du duc de Lorraine, l'ancien roi de Pologne Stanislas Leczinski et avait souhaité être agréable à son maître en rappelant les clochers à bulbe polonais, mais le cardinal de Choiseul n'a été nommé archevêque de Besançon qu'en 1755 (il meurt en 1774) et beaucoup de constructions de clochers à la nouvelle mode avaient commencé (le dôme de Saint-Jean à Besançon  date déjà de vingt ans, comme celui de l'Église Saint-Laurent d'Ornans). Les sources italiennes sont assurées mais on peut noter cependant que le rapprochement avec la Pologne et ses coupoles existe à l'époque : on le constate dans le terme d'ameublement de la fin du XVIIIe siècle : « le lit à la polonaise » surmonté d'un baldaquin en fer cintré, maintenu par quatre montants qui est une variante du lit à l'impériale d'origine italienne. Sa dénomination doit peut-être quelque chose à la reine de France Maria Leczinska d'origine polonaise. 
En fait, cette architecture typique apparaît comme une solution assez simple et robuste à la différence des flèches gothiques, adaptée à la région au climat rude, riche en production de bois et en artisans locaux. La couverture souvent en fer blanc à l'origine pouvait aussi s'appuyer sur une métallurgie locale dynamique. La prise en compte de l'esthétique protestante des régions voisines (Montbéliard, Genève) a pu aussi participé du choix d'une architecture « modeste », d'ailleurs un certain nombre de temples protestants du pays de Montbéliard portent le clocher comtois (Héricourt, Lougres, Sainte-Marie, Étupes, Bethoncourt…). Par souci de simplification, le même modèle d'architecture s'est imposé avec le concours d'un nombre restreint d'architectes inspirés de Nicolas Nicole (Anatole Amoudru et Antoine Bouder, Louis Beuque, François-Lazare Renaud   au XVIIIe siècle, Luron Félix Grandmougin au début du XIXe). On peut noter aussi la participation à cet art comtois de Claude Nicolas Ledoux, l'architecte de la Saline royale d'Arc-et-Senans : réalisation de l'Église de l'Assomption de Fouvent-le-Haut en 1765 et de l'église de Roche-et-Raucourt en 1769. Le souvenir du passé impérial de la province (la Franche-Comté a appartenu au Saint-Empire jusqu'en 1678) a peut-être influencé aussi les choix : on n'en trouve pas la preuve. 
Par ailleurs, le choix de la restructuration de l'ensemble du bâtiment religieux avec déplacement du clocher à l'entrée de la nef résolvait les tensions fréquentes liées à l'entretien des bâtiments (le clocher-porche existe dès les XIIIe-XIVe : exemple, l'église Saint-Gervais-et-Protais de Caux dans l'Hérault). Les décimateurs - qui percevaient la dîme et qui payaient la portion congrue aux curés - avaient la charge du chœur et les paroissiens celle de la nef qui servait aussi de salle communale. Le clocher, placé entre les deux, portait à conflits et procès.

## Exemples
Dômes à base carrée :

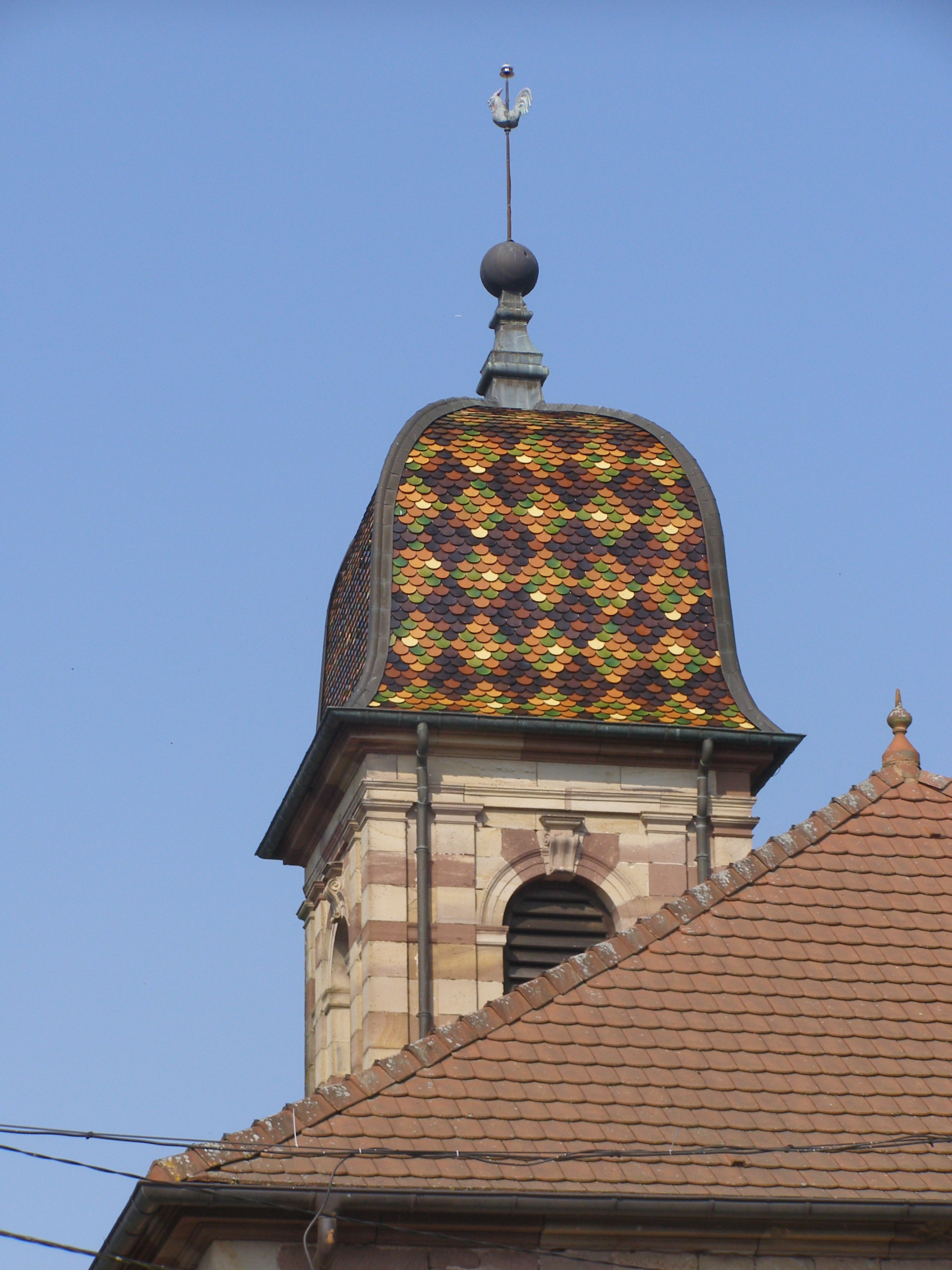
Belverne (70) - Motif géométrique de losanges polychromes
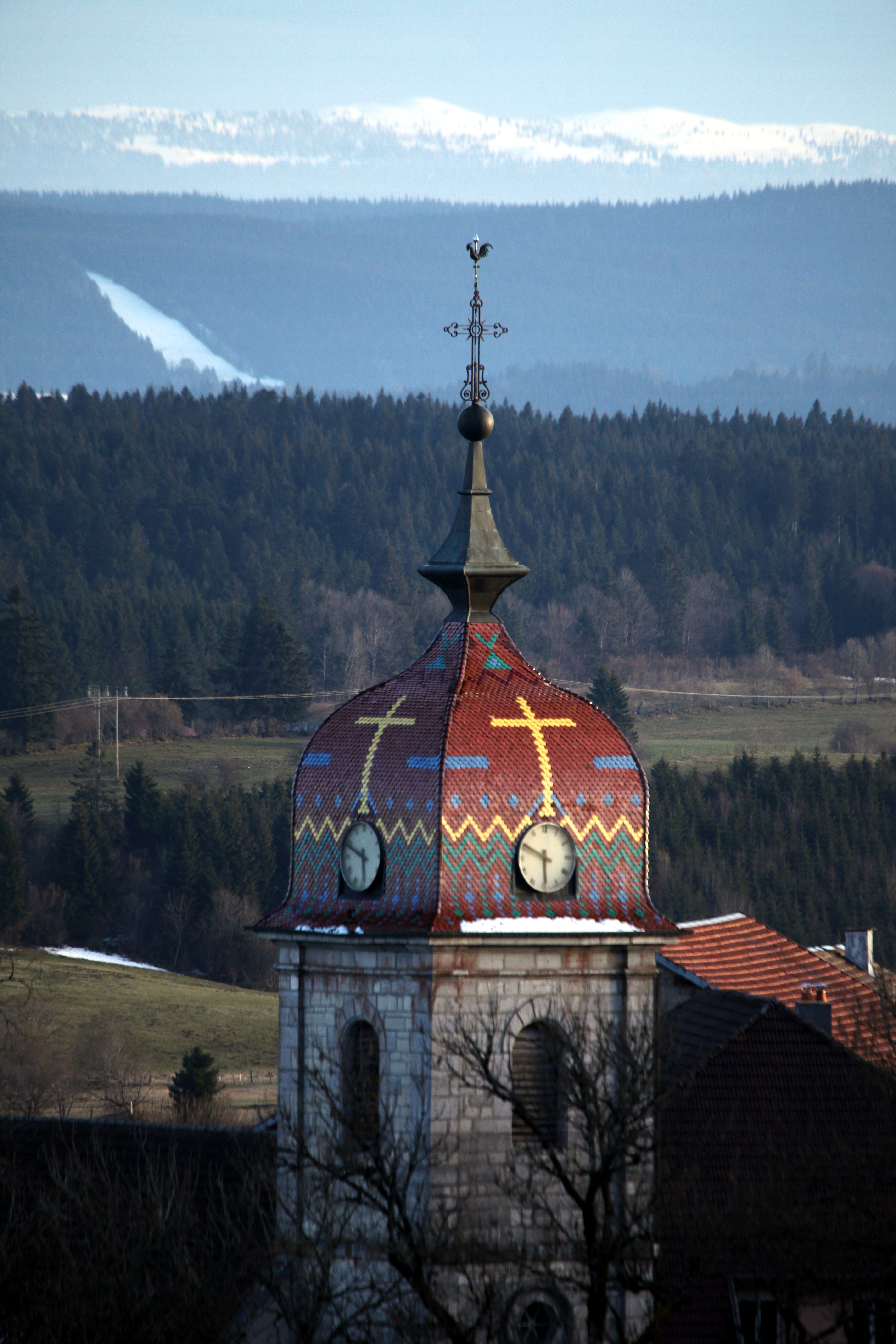
La Planée (25) - Motif croix et Horloge dans le dôme
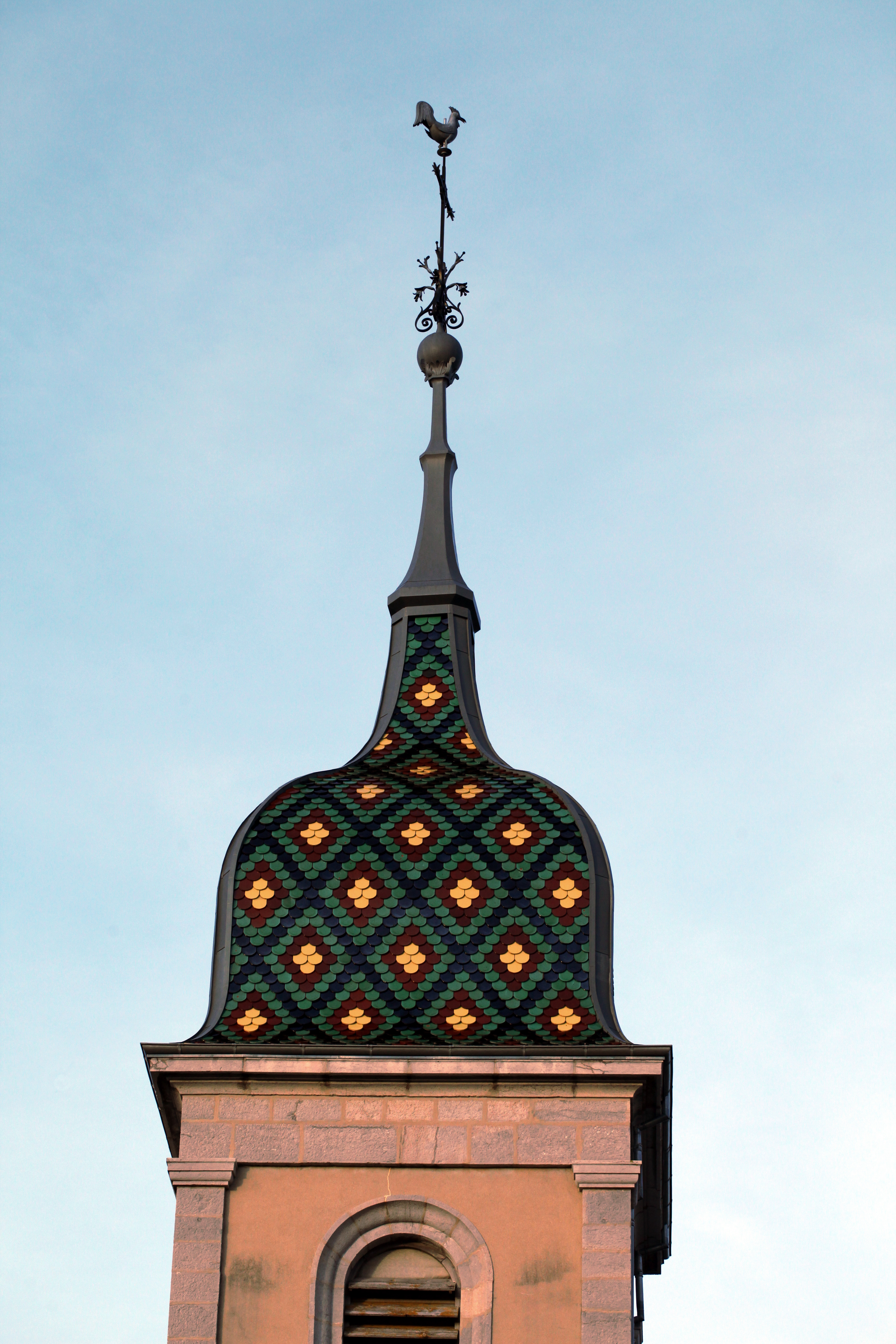
Malpas (25) - refait en 2003
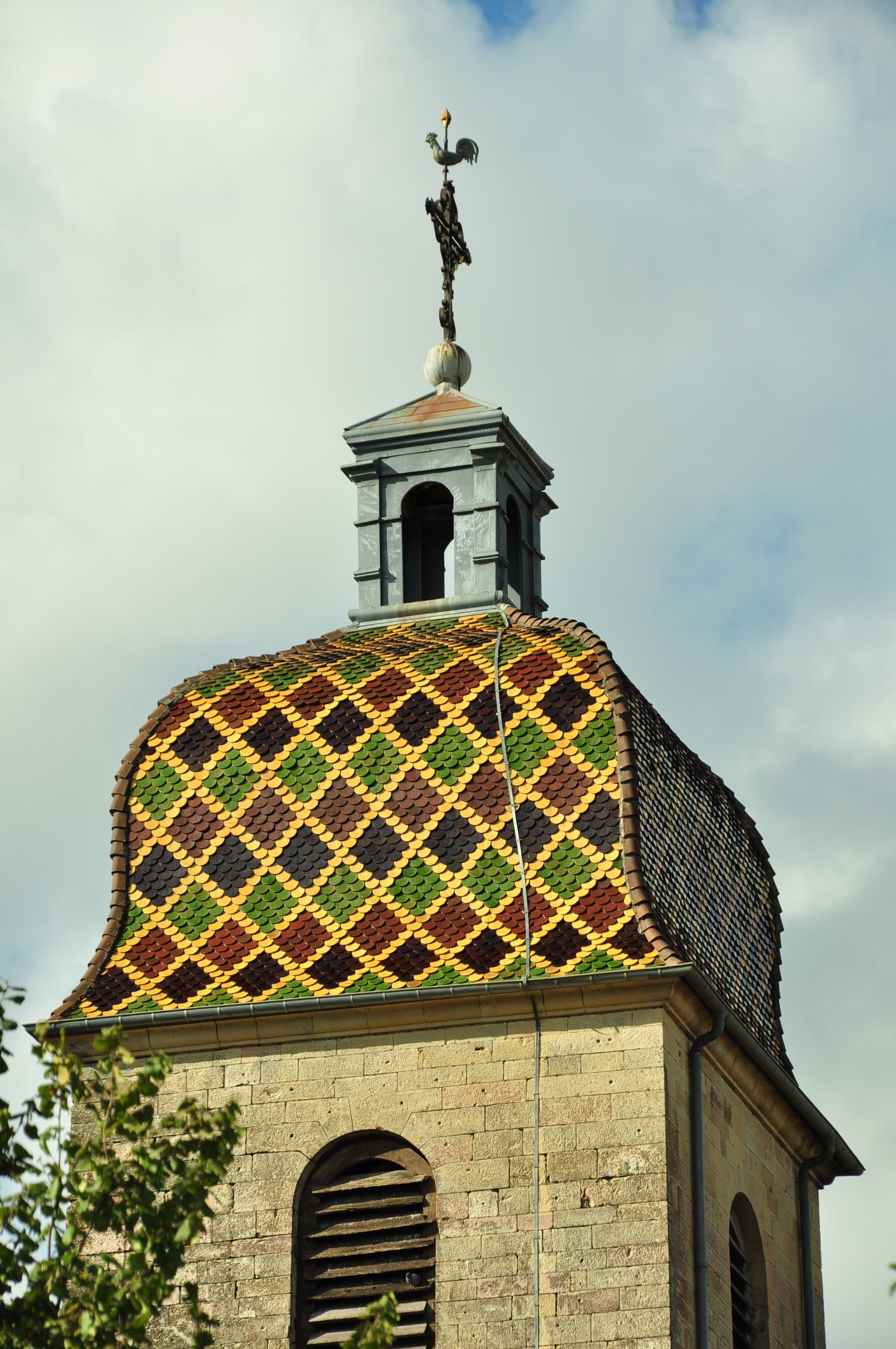
Mollans (70) - lanterne
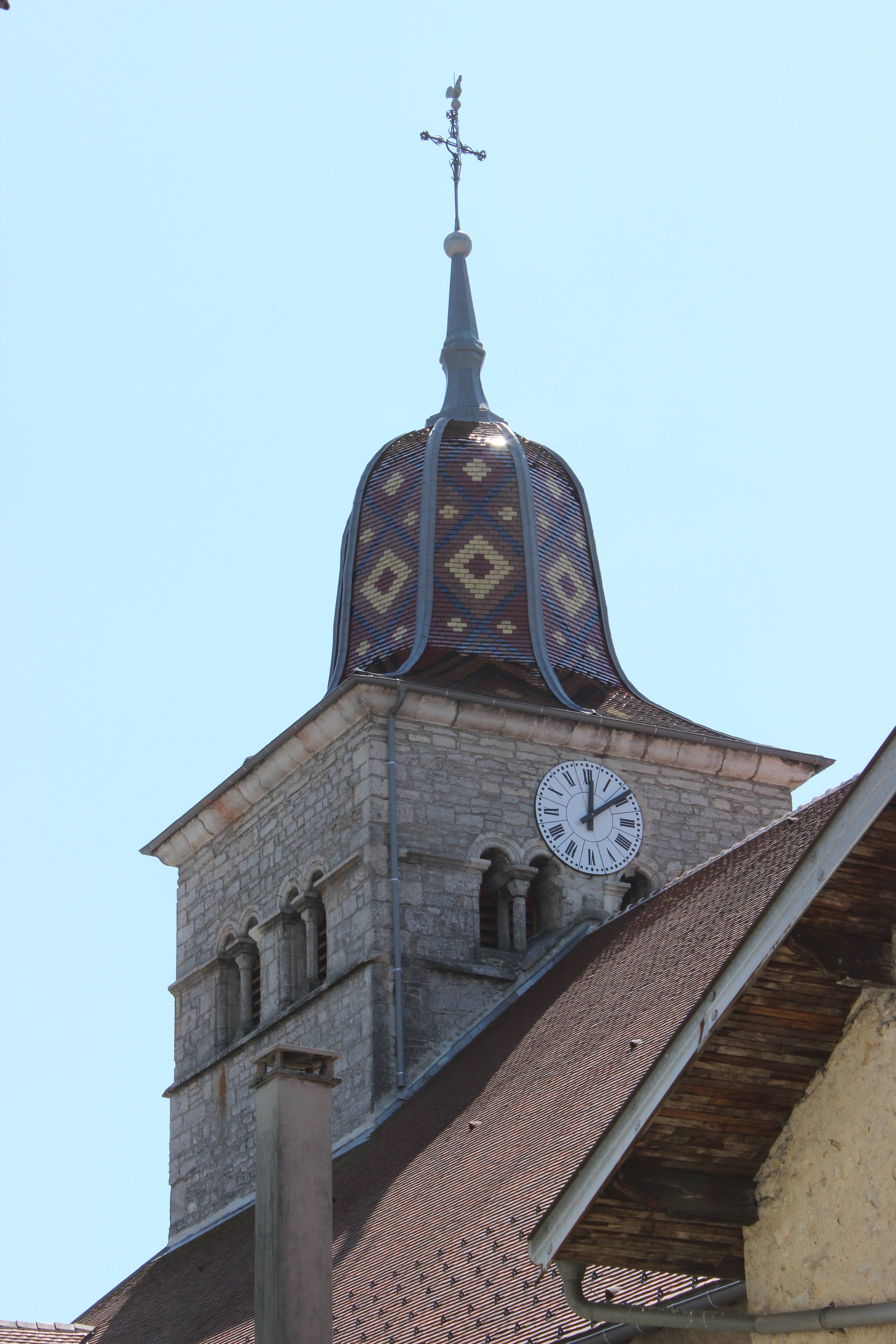
Clairvaux-les-Lacs (39) - dôme allégé

Dômes à base non carrée :

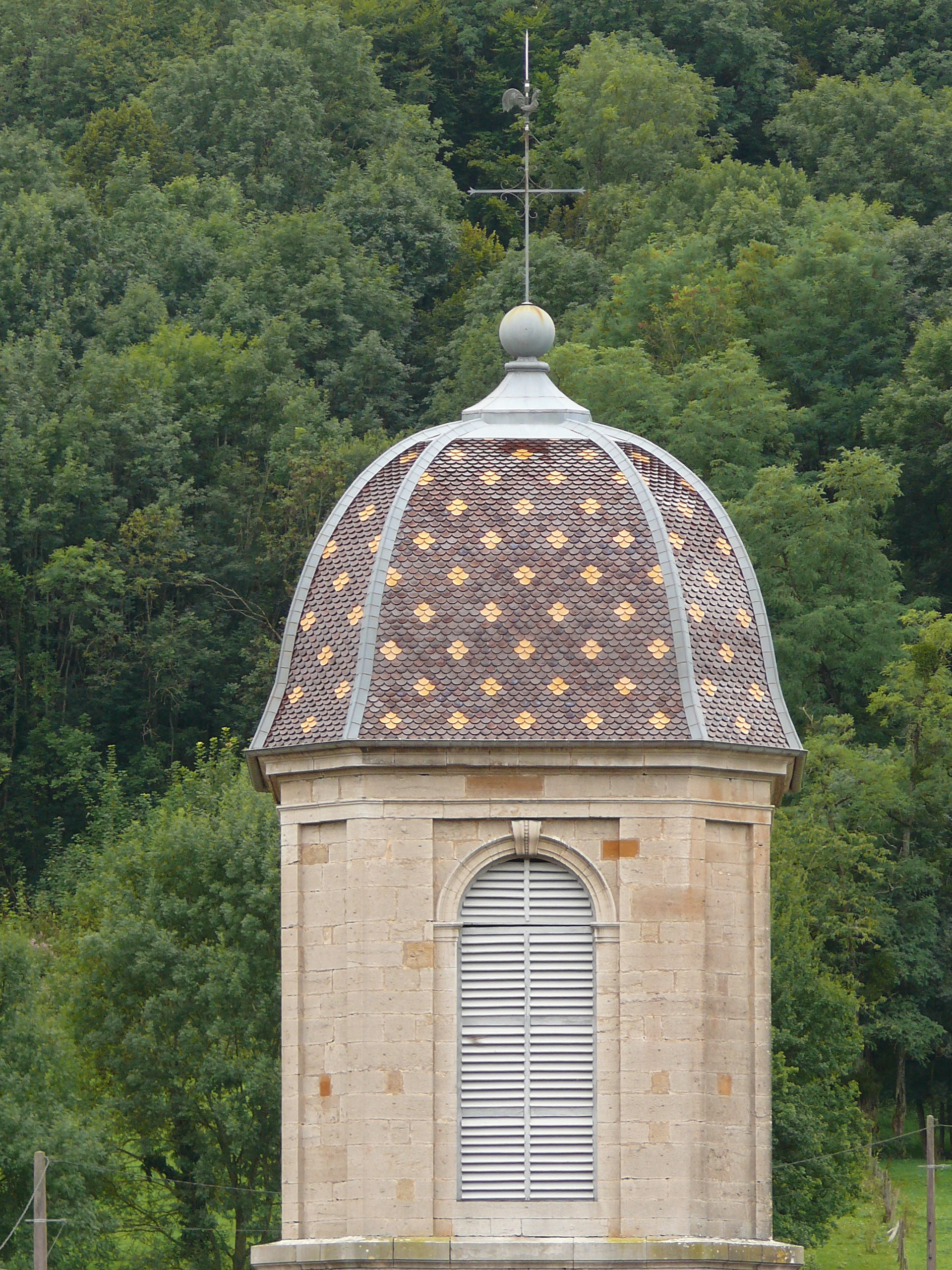
Clocher de l'église de Chariez (70) - à huit pans
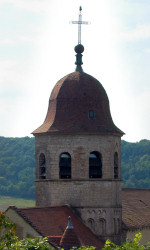
Gigny (39) - Clocher octogonal de l'abbaye romane (pas clocher-porche)
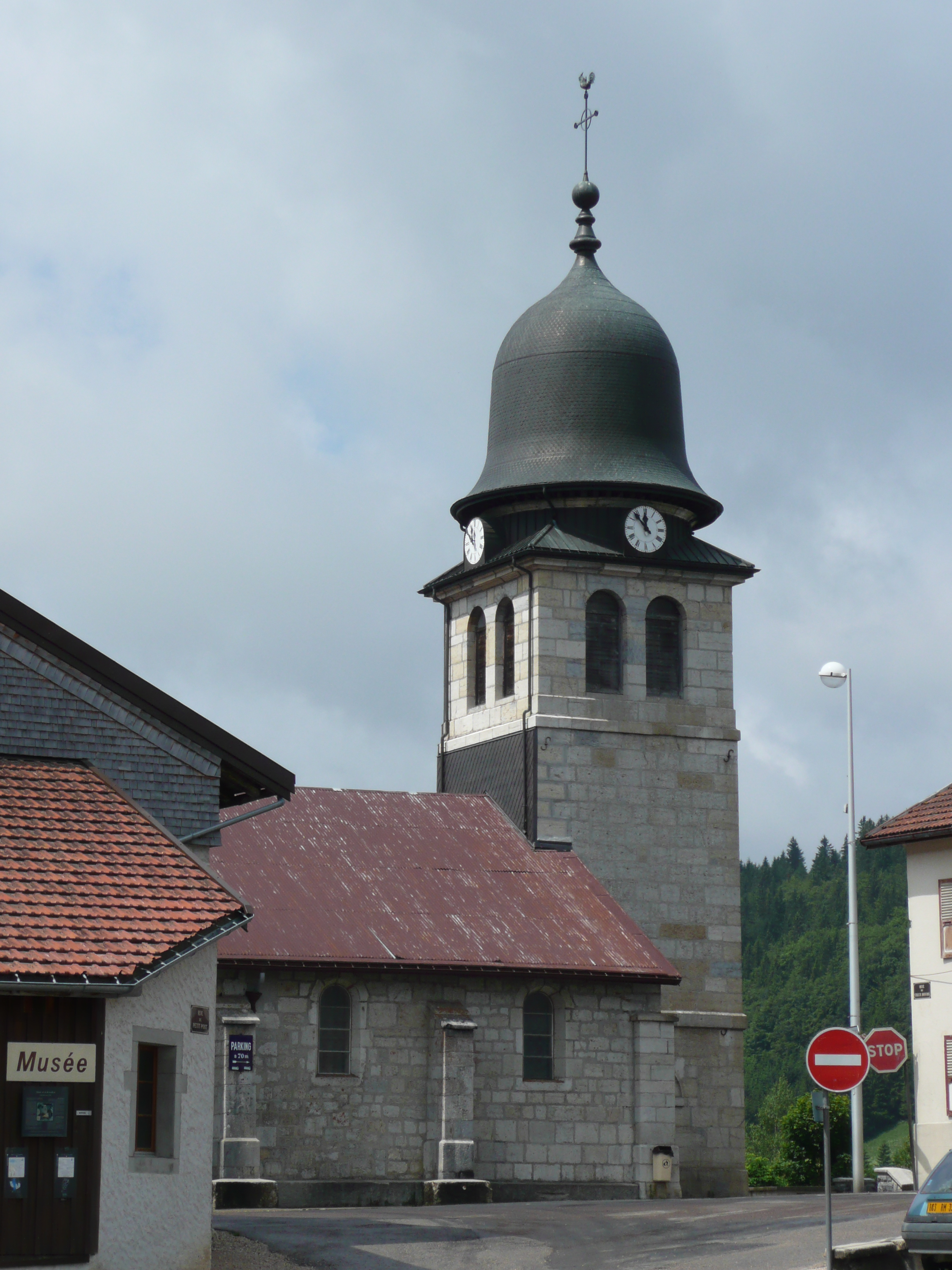
Bois-d'Amont (39) - Variante arrondie en cloche
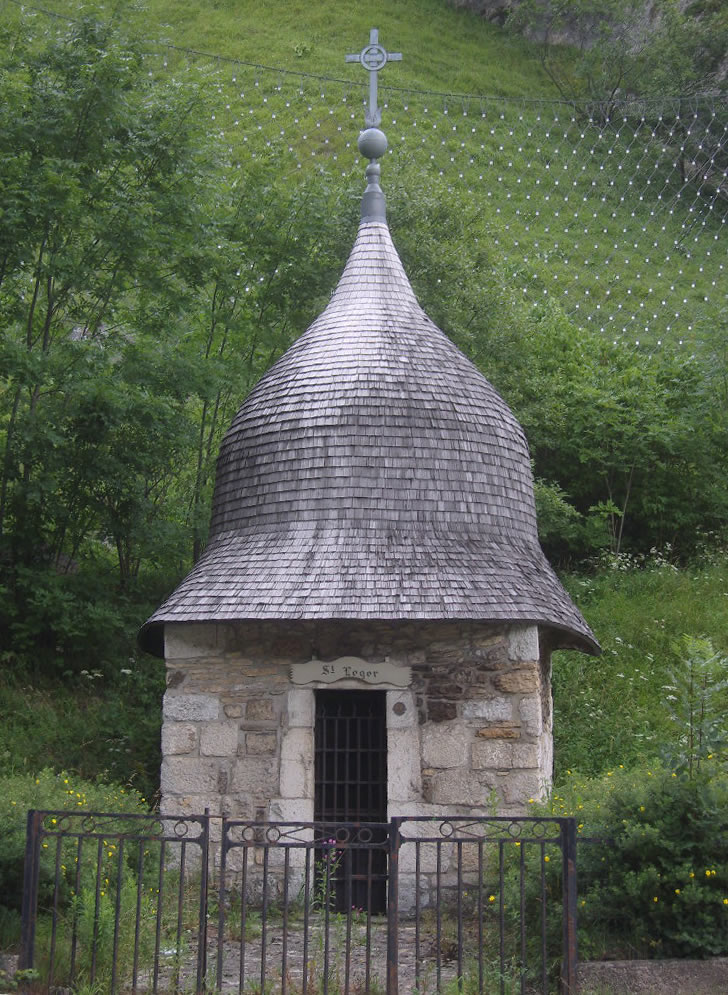
La Cluse-et-Mijoux (25) - Dôme en cloche

Clochers :

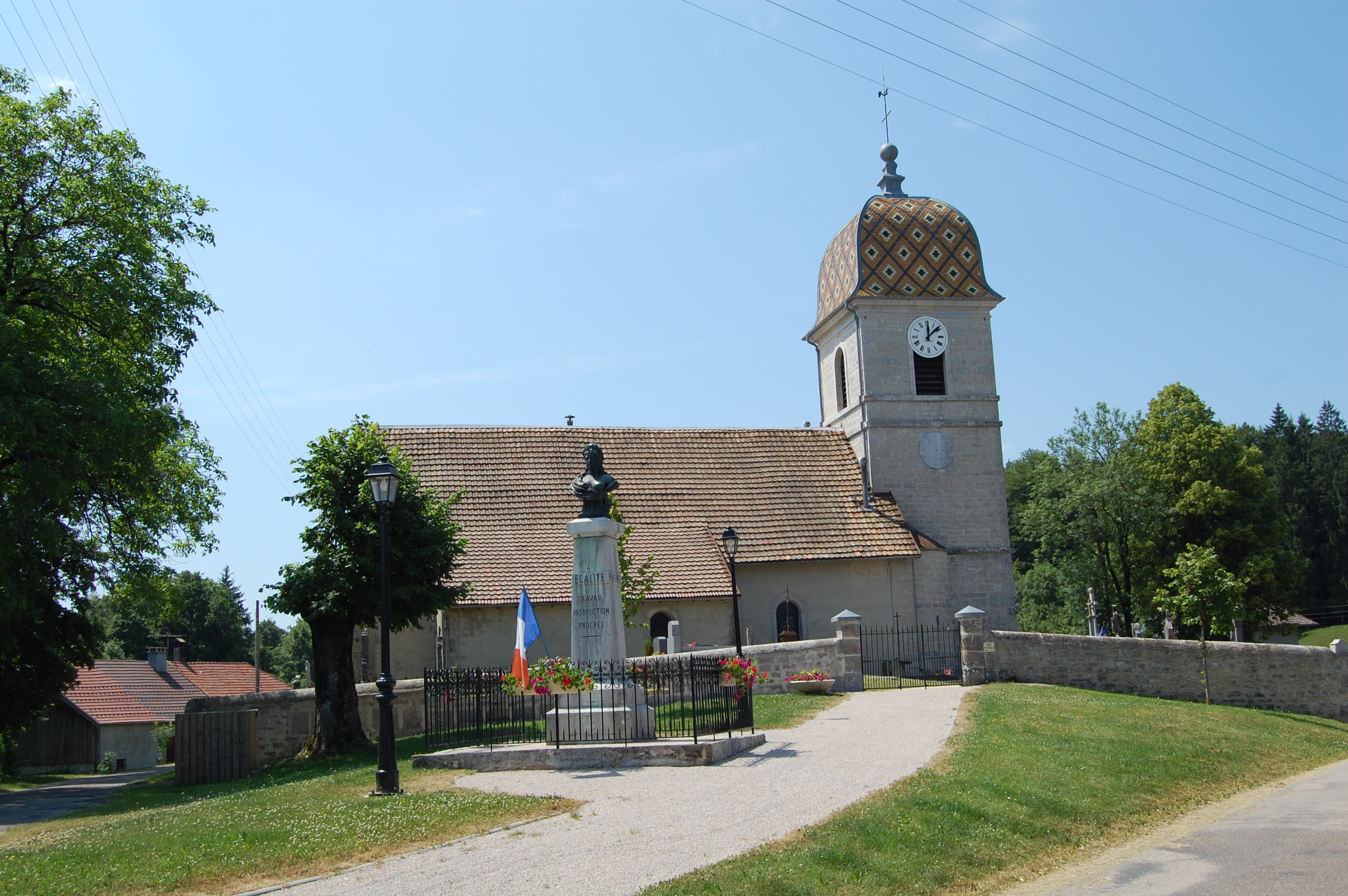
Châtelneuf (39) - vue latérale : nef et clocher
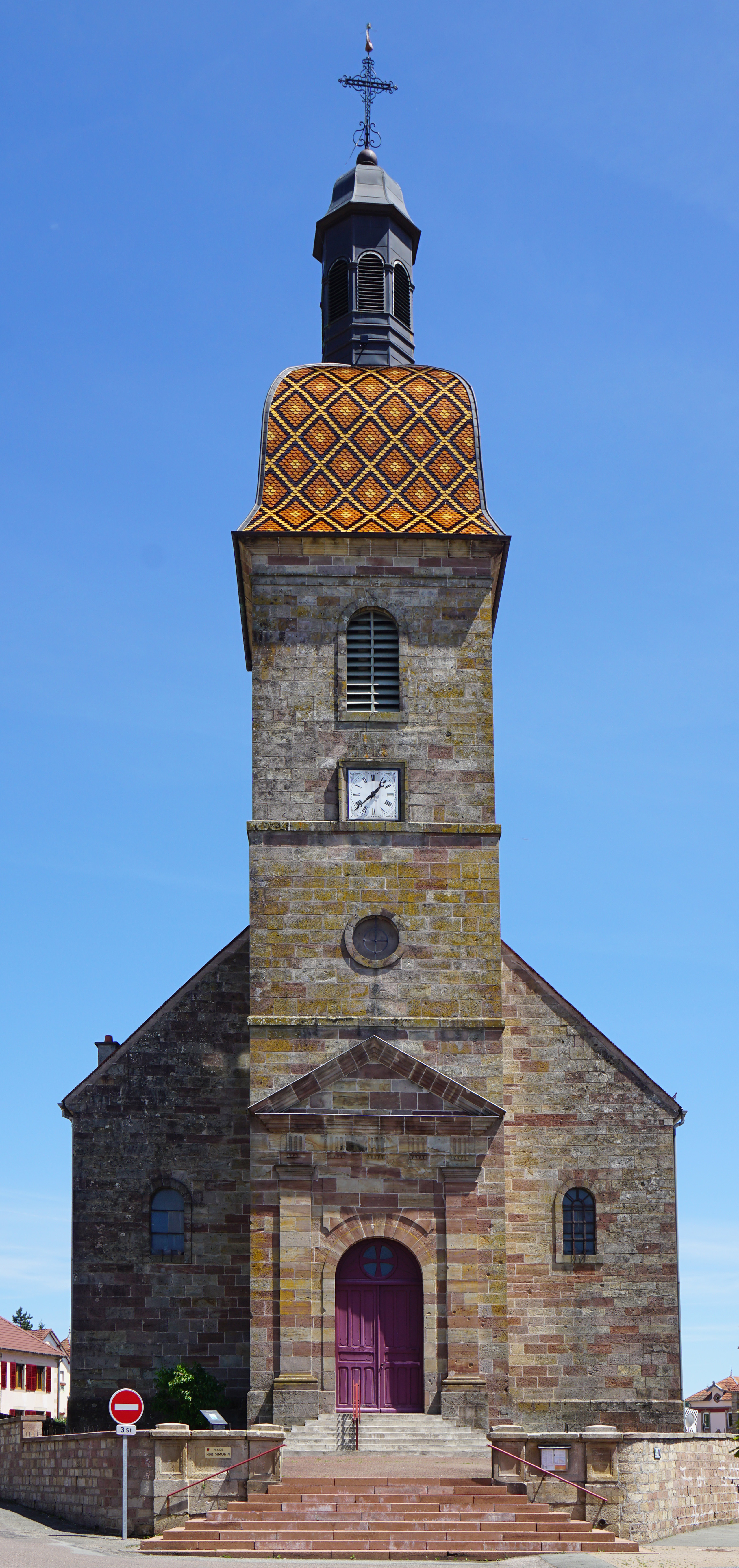
Champagney (70) - Façade clocher-porche
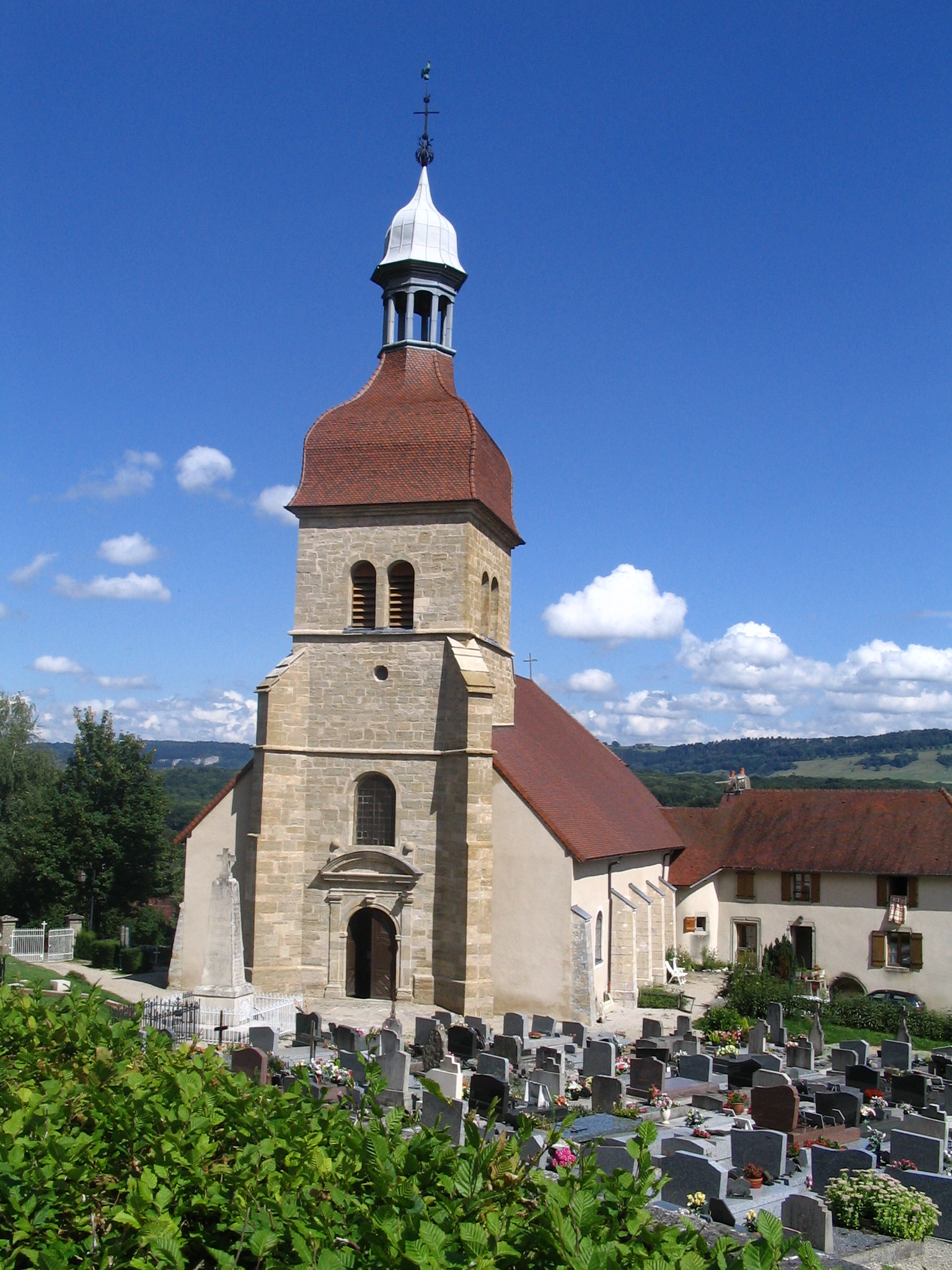
Saint-Lothain (39) - Tuiles unicolores, structure avec lanterne
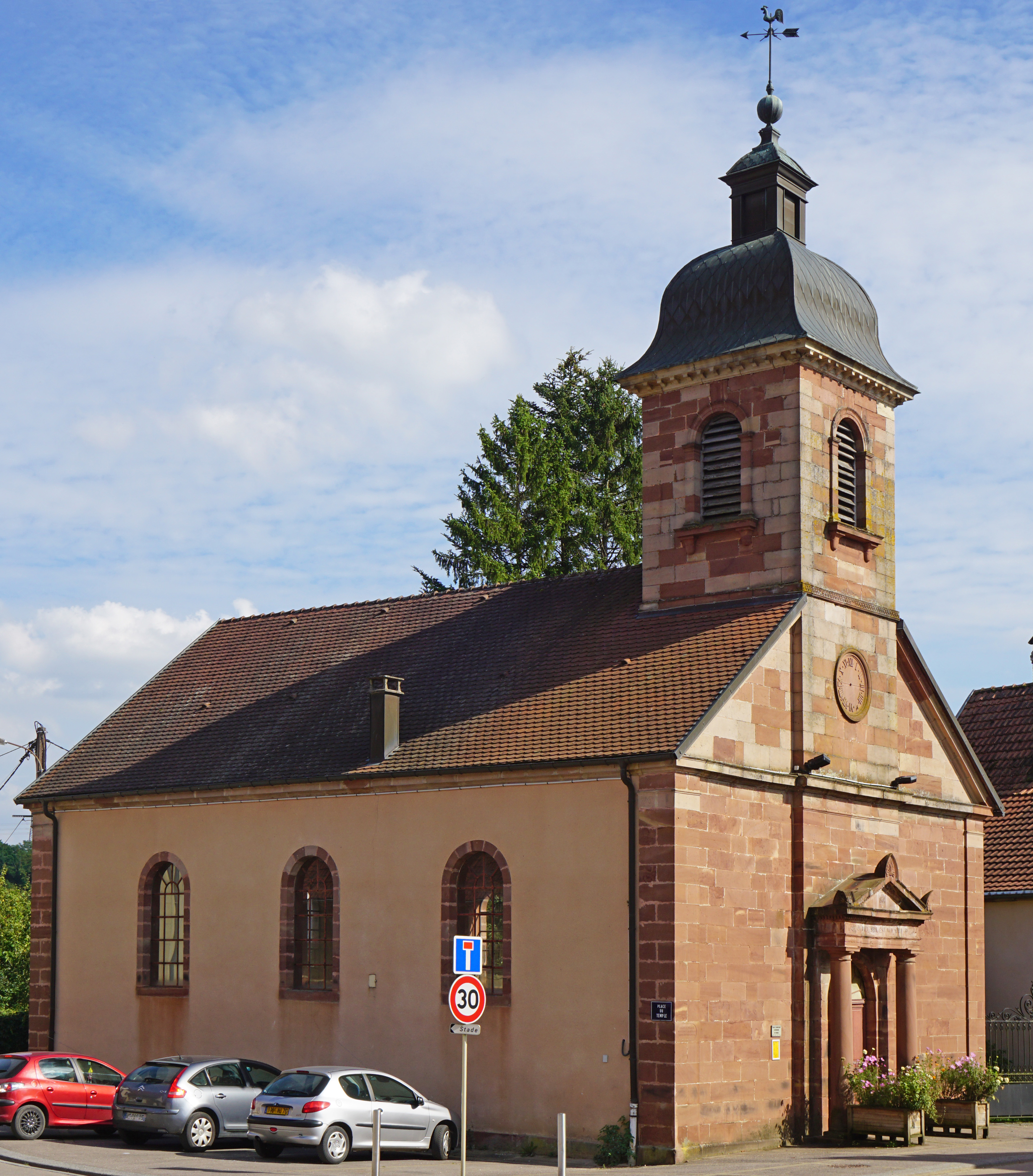
Bussurel (Héricourt – 70) - Temple luthérien - couverture en fer blanc
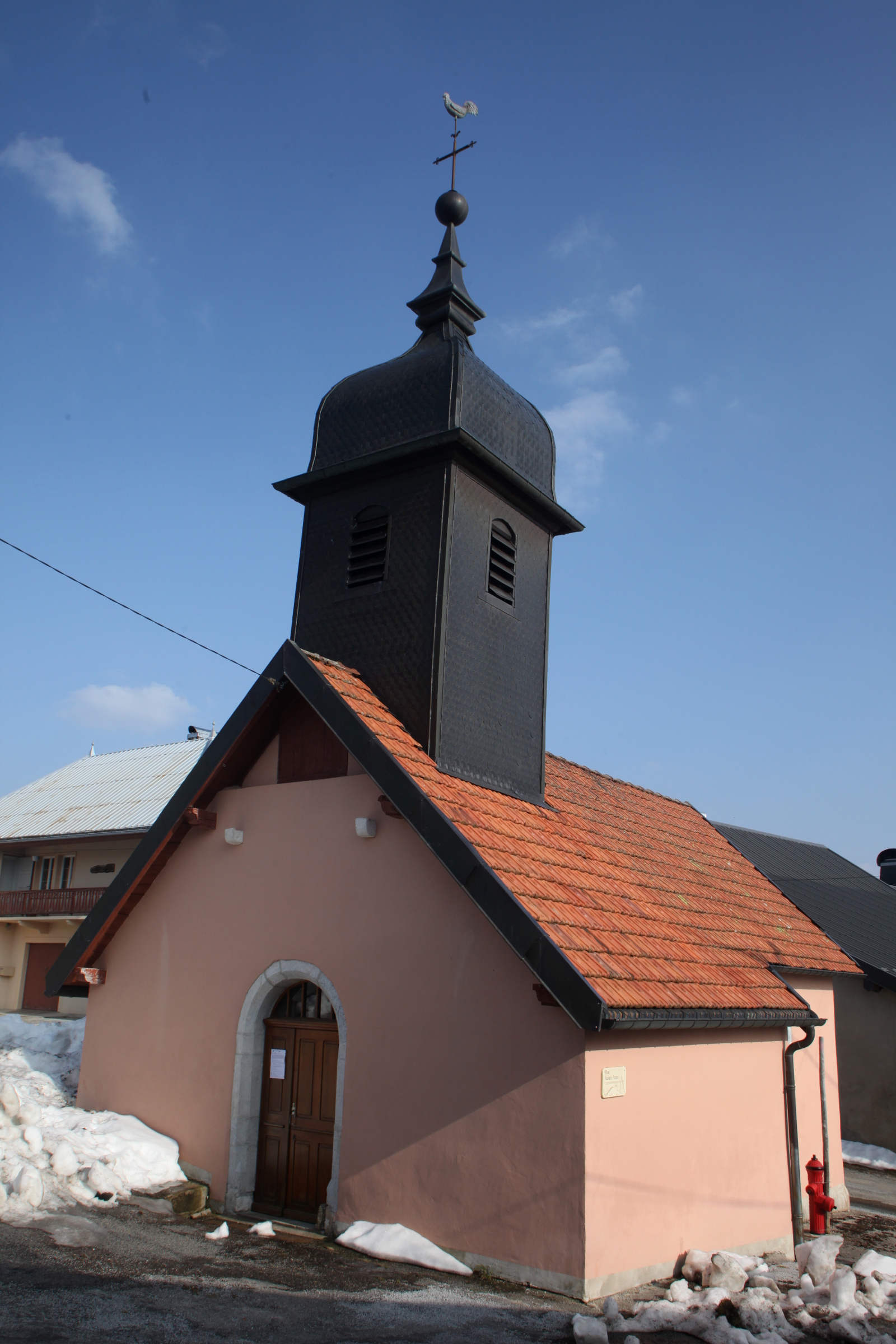
Le Crouzet (25) - Chapelle : couverture en Fer blanc
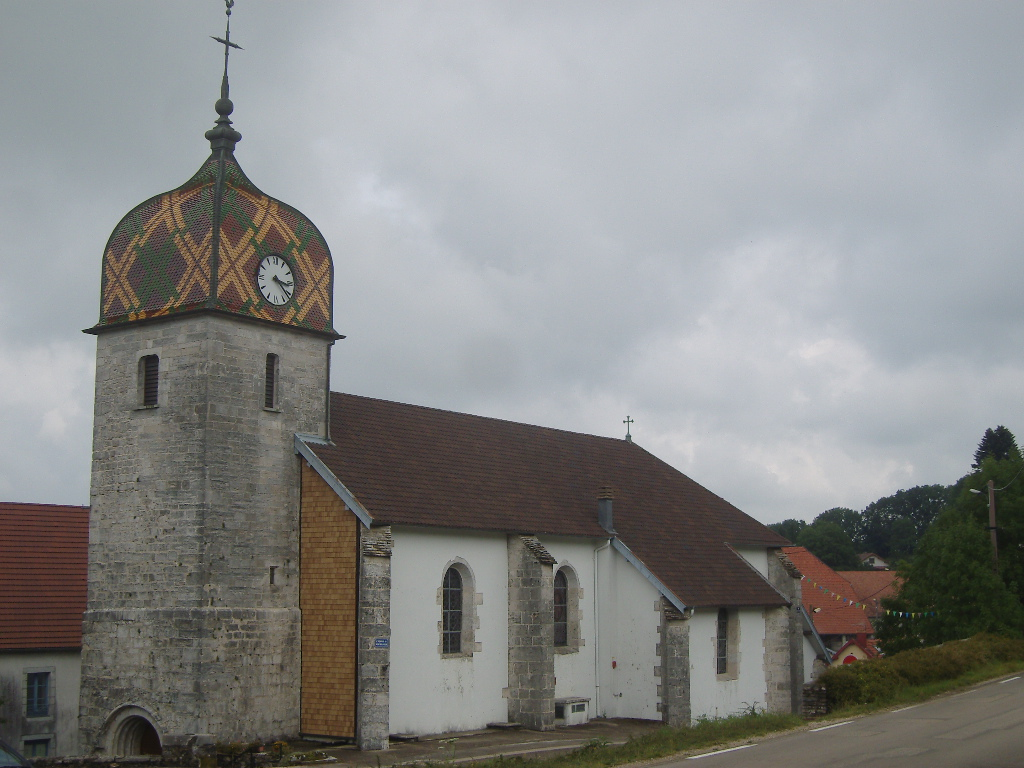
Déservillers (25) - clocher massif du XVe siècle - dôme de 1819

Bâtiments civils :

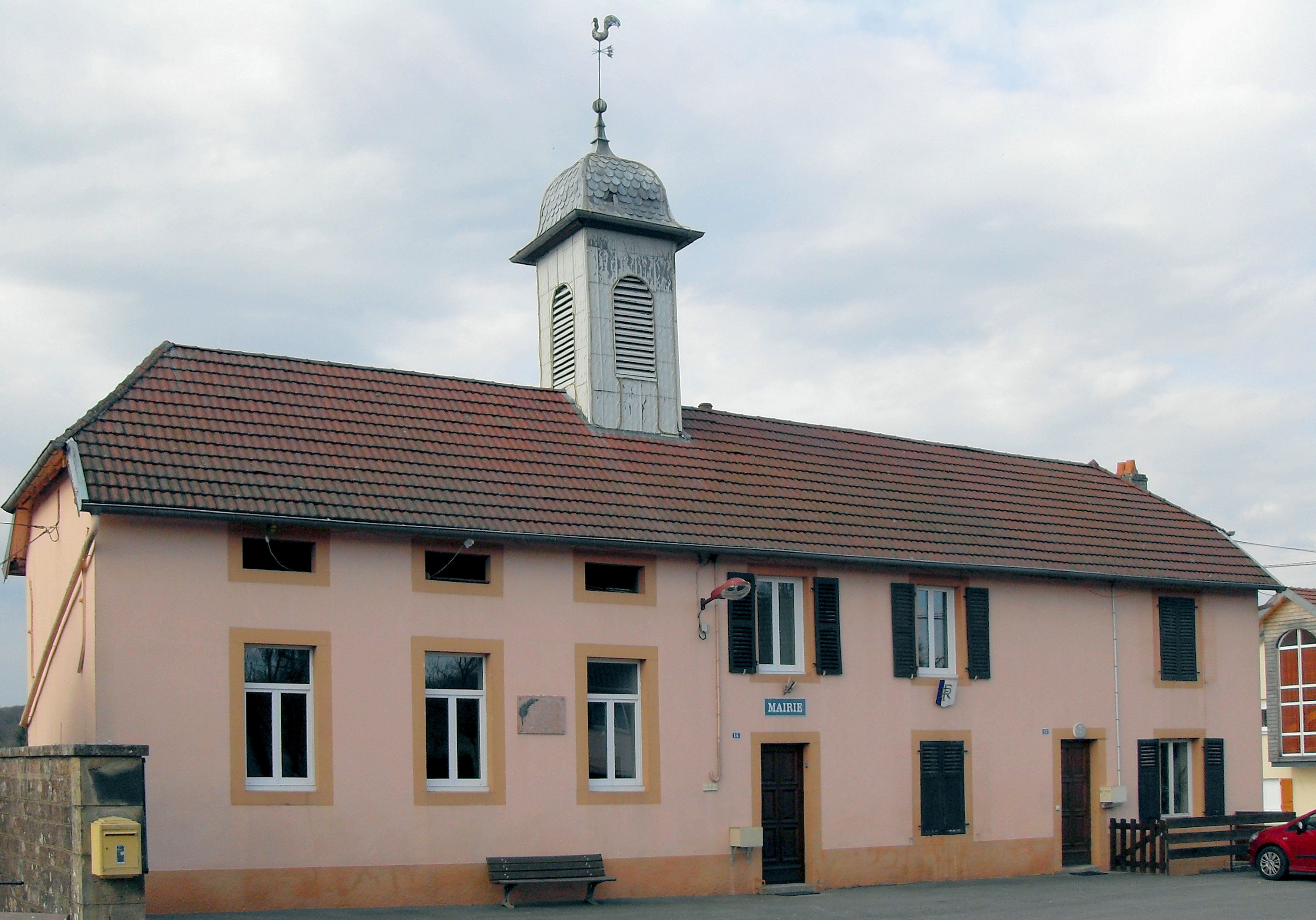
Clocheton de la Mairie d'Échavanne (70)
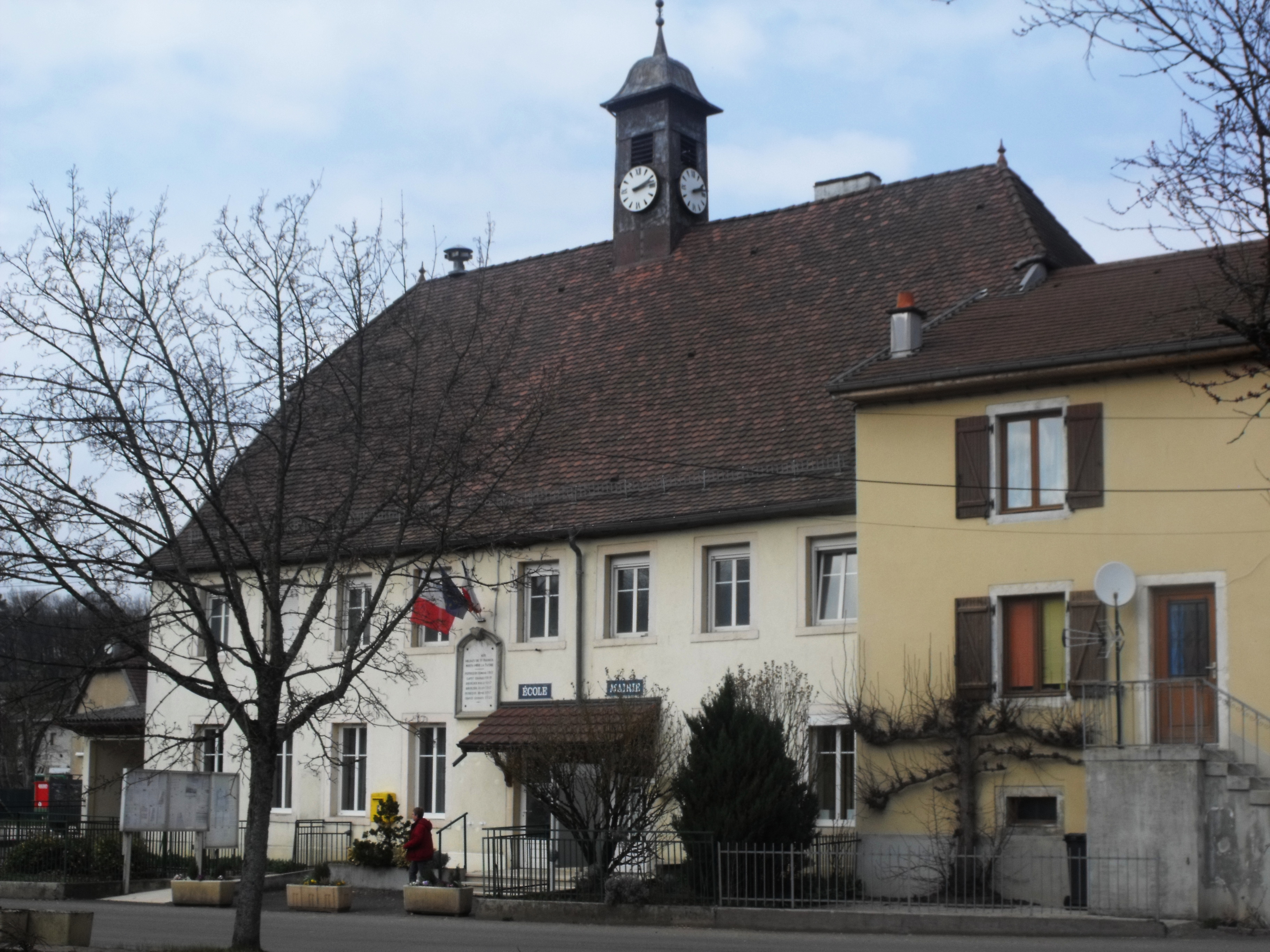
Clocheton sur la mairie de Saint-Maurice-Colombier (25)
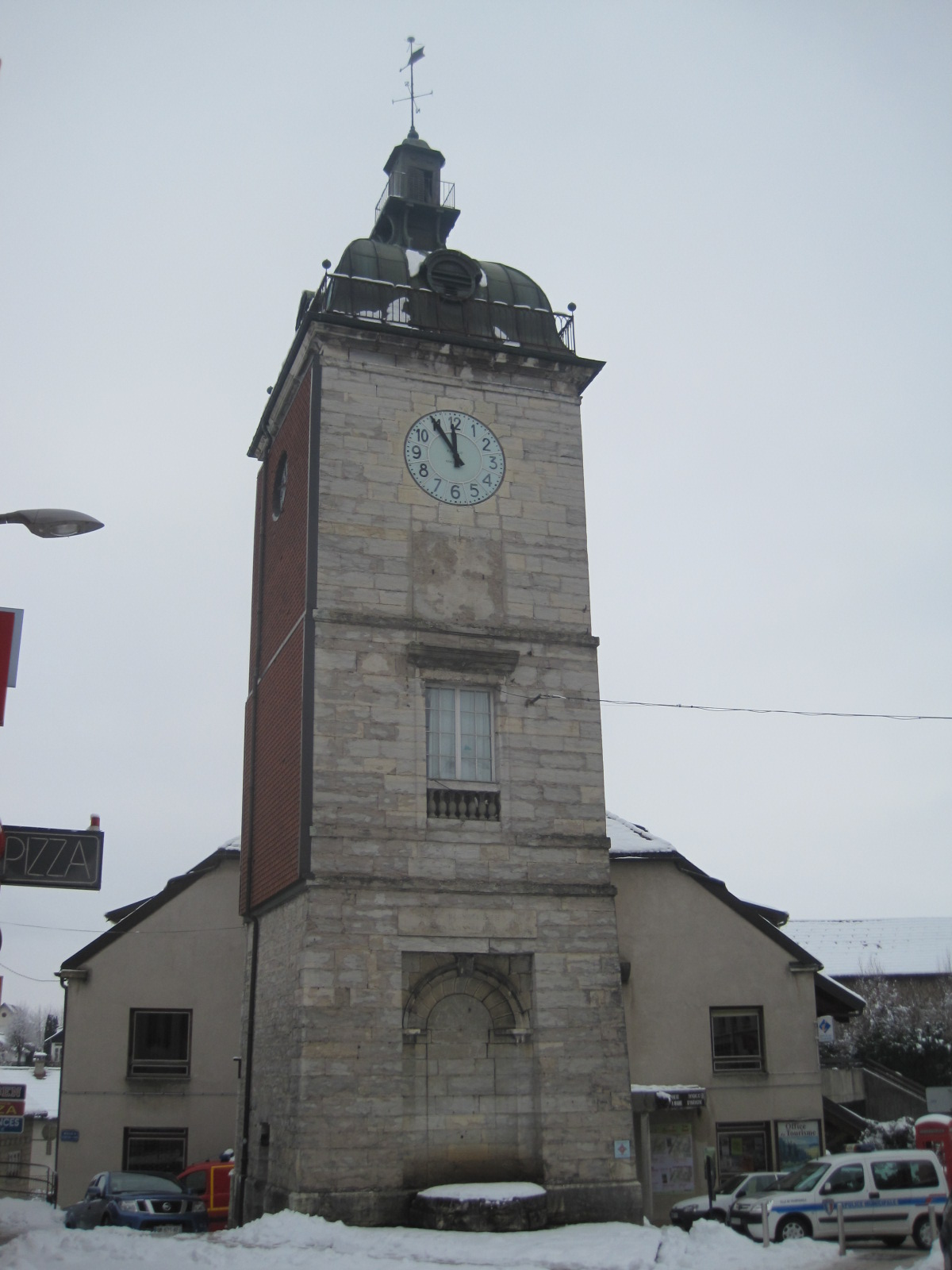
Château d'eau de Champagnole (39)
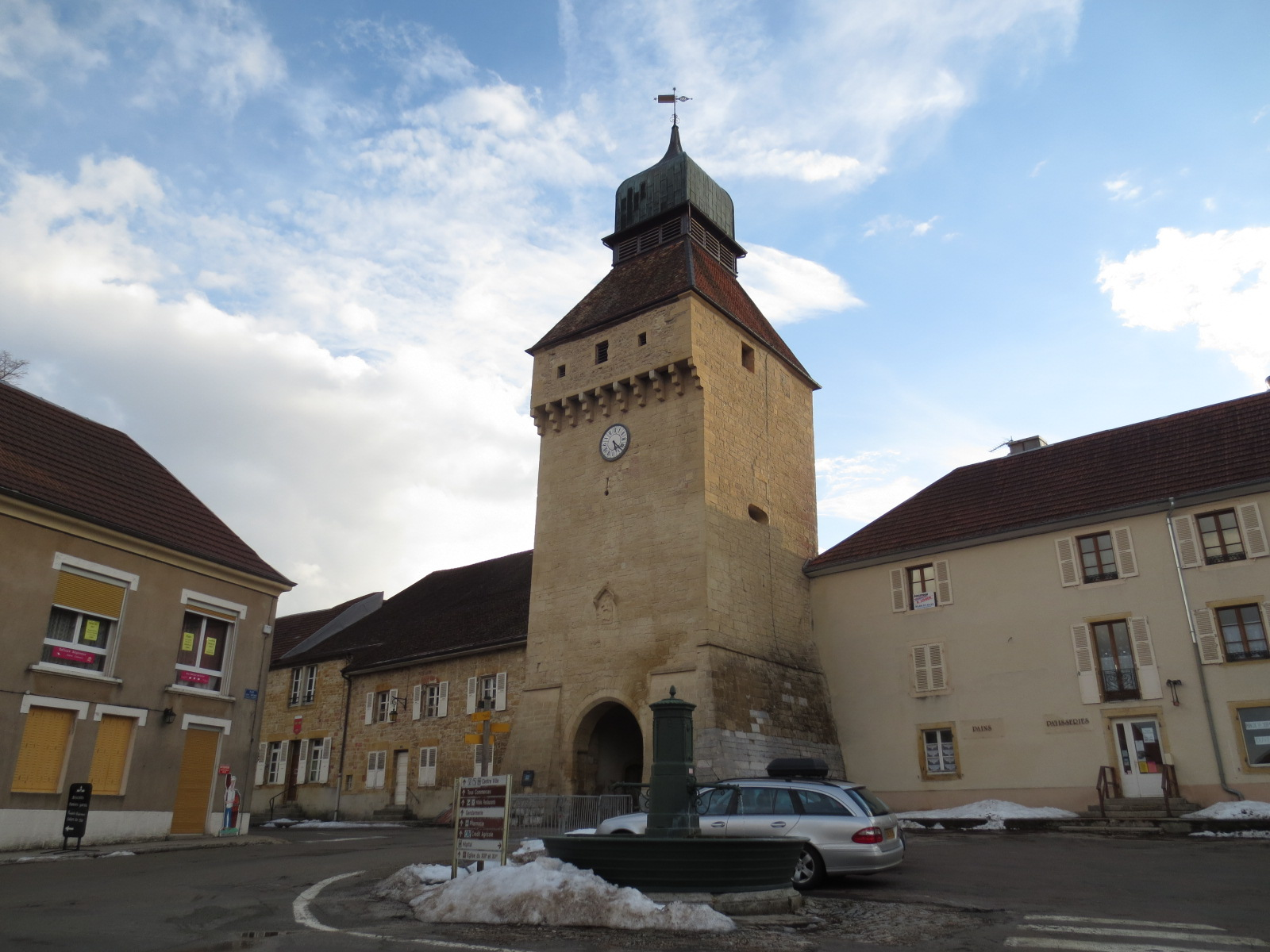
Porte de Nozeroy (39)

## Diffusion
Le clocher-porche avec son dôme à l'impériale est une marque certaine des paysages villageois de Franche-Comté (sur 665 clochers de ce type sont répertoriés en 1980 sur le territoire franc-comtois, 277 en Haute-Saône, 257 sont dans le Doubs, 124 dans le Jura et 7 dans le Territoire de Belfort).
Restaurés parfois plusieurs fois depuis leur construction aux XVIIIe et XIXe siècles, les clochers à l'impériale ont vu leur toiture évoluer : le fer blanc a souvent laissé la place à des petites tuiles, fréquemment vernissées avec des motifs géométriques. Les nouvelles toitures donnent des couleurs vives aux clochers comtois (Osselle dans le Doubs refait en 1983 ou Bassigney en Haute-Saône restauré en 2003) ou inhabituelles (tuiles bleues d'Argillières en Haute-Saône). Parfois certains de ces dômes ont été remplacés par des flèches comme à Fretigney-et-Velloreille au début du XXe siècle. Les clochers ont reçu une (ou des) cadran(s) d'horloge au XIXe siècle (ils remplaçaient parfois des cadrans solaires).
Le modèle a essaimé aussi en périphérie de la province : on trouve quelques exemples en Haute-Marne (Amoncourt, Serqueux…), dans les Vosges (Harsault, Damblain...), dans l'Ain (Pérouges, Lajoux, Ambutrix…) ou en Suisse (Porrentruy, Chevenez, Morges…), en Alsace (église Sainte-Madeleine de Strasbourg, église Saint-Fridolin de Mulhouse, église Notre-Dame de Guebwiller, église et temple de Sainte-Marie-aux-Mines...) ou en Bourgogne Basilique Notre-Dame de Beaune. 
Plus loin on peut remarquer de nombreux exemples dans d'autres régions françaises : en Chablais (Lullin et Perrignier...), en Normandie (église de Croisilles...), en Bretagne (église Saint-André d'Antrain...), en Nouvelle-Aquitaine (église de Castillon-la-Bataille...).

À l'étranger on en trouve en Allemagne : l'église Saint-Joseph de Munich, église Sainte-Catherine de Francfort, église Saint-Thomas de Leipzig, Frauenkirche (Dresde), église Saint-Nicolas de Stralsund, église Sainte-Marie de Stralsund, basilique Saint-Jean (Sarrebruck), église Saint-Étienne de Mayence)...
Le clocher comtois a même donné des formes civiles comme les clochetons des mairies d'Échavanne ou de Saint-Maurice-Colombier, au sommet du Château d'eau de Champagnole ou de la Porte de Nozeroy, ou encore le toit de la mairie de Morestel (Isère).